# بنر (کنتاکی)
بنر (به انگلیسی: Banner) یک محدوده ثبت‌نشده در ایالات متحده آمریکا است که در شهرستان فلوید ایالت کنتاکی واقع شده‌است.

## خصوصیات
بنر ۲۰۰٫۸۷ متر بالاتر از سطح دریا واقع شده‌است.